# Pratt & Whitney R-1535

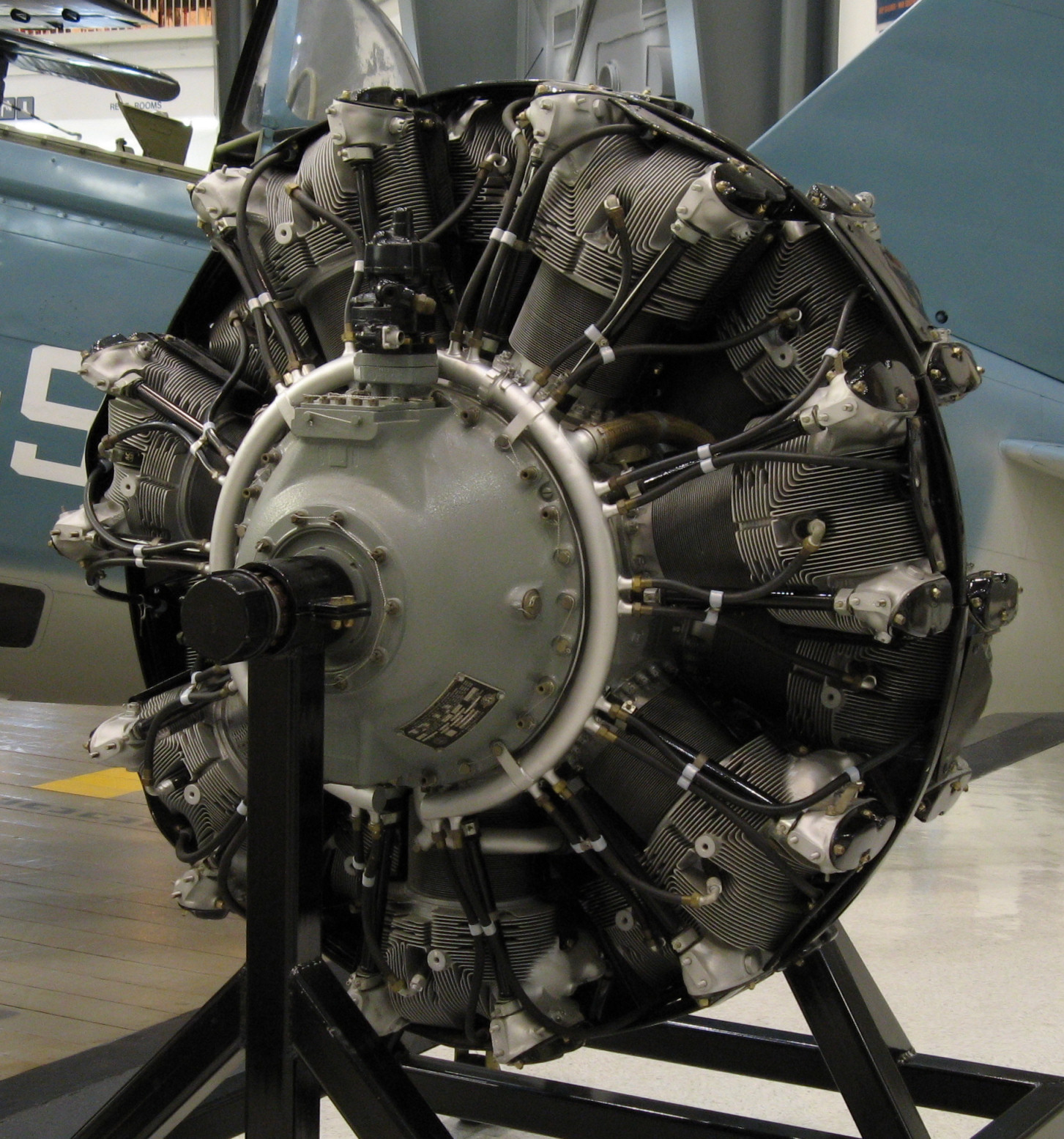
Pratt & Whitney R-1535

Der Pratt & Whitney R-1535 Twin Wasp Junior war ein Flugmotor des US-amerikanischen Herstellers Pratt & Whitney aus dem Jahr 1932. Der R-1535 war der erste Doppelsternmotor (2 × 7 Zylinder) aus der Wasp-Motorenreihe des Unternehmens und Vorgänger des bis 1951 in großen Stückzahlen gebauten R-1830 Twin Wasp.
Der Twin Wasp Junior war ein luftgekühlter 14-Zylinder-Doppelsternmotor mit einem Hubraum von 1535 Kubikzoll (ca. 25,2 Liter). Seine Leistung entsprach ungefähr der des 9-Zylinder-Sternmotors R-1690 Hornet, von dem er sich u. a. durch einen kleineren Durchmesser unterschied. Da er allerdings schwerer und teurer war, fand er nur wenige Käufer.

## Varianten
- R-1535: 700 PS (521 kW)
- R-1535-13: 750 PS (559 kW) oder 825 PS (615 kW)
- R-1535-SB4-G: 825 PS (615 kW)

## Verwendung (Auswahl)
- Hughes H-1
- Douglas O-46
- Fokker D.XXI
- Grumman F2F
- Vought SB2U Vindicator

## Technische Daten (R-1535-SB4-G)
- Typ: luftgekühlter zweireihiger Sternmotor (14 Zylinder in zwei Sternen), mit Aufladung (Zentrifugalkompressor)
- Bohrung: 53⁄16 inch (131,8 mm)
- Hub: 53⁄16 inch (131,8 mm)
- Hubraum: 1535 Kubikzoll (25,15 Liter)
- Leistung: 825 PS (615 kW) bei 2.625/min
- Verdichtung: 6,75:1
- Länge: 1353 mm
- Durchmesser: 1121 mm
- Gewicht: 493 kg